# Новомусинский сельсовет
Новомусинский сельсовет — сельское поселение в Шарлыкском районе Оренбургской области Российской Федерации.
Административный центр — село Новомусино.

## История
9 марта 2005 года в соответствии с законом Оренбургской области № 1919/356-III-ОЗ образовано сельское поселение Новомусинский сельсовет, установлены границы муниципального образования.

## Население
| 2010  | 2012  | 2013  | 2014  | 2015  | 2016  | 2017  |
| ----- | ----- | ----- | ----- | ----- | ----- | ----- |
| 1161  | ↘1126 | ↘1118 | ↘1100 | ↘1082 | ↘1079 | ↘1040 |
| 2018  | 2019  | 2020  | 2021  |       |       |       |
| ↘1021 | ↘1005 | ↘988  | ↘978  |       |       |       |

## Состав сельского поселения
| № | Населённый пункт | Тип населённого пункта       | Население |
| - | ---------------- | ---------------------------- | --------- |
| 1 | Николаевка       | село                         | 179       |
| 2 | Новомусино       | село, административный центр | 812       |
| 3 | Урняк            | посёлок                      | 170       |